# 西川将人
西川 将人（にしかわ まさひと、1968年11月7日 - ）は、日本の政治家。立憲民主党所属の衆議院議員（1期）。第9代北海道旭川市長（4期）。
小沢一郎政治塾第6期生で、同塾出身者で首長に就任したのは西川が初めてである。

## 来歴
北海道旭川市生まれ。旭川市立永山小学校、旭川市立永山中学校、北海道旭川東高等学校、北海道大学工学部卒業。大学卒業後、日本航空に入社する。アメリカ・カリフォルニア州ナパでの2年間の航空訓練を経て、主に欧州路線に乗務した。1999年、自由党の候補者公募（Lカデット）に応募し、合格したため日本航空を退社した。

### 政界入り・自由党時代
2000年、第42回衆議院議員総選挙に自由党公認で北海道第6区から立候補したが、落選。2001年の第19回参議院議員通常選挙にも自由党公認で北海道選挙区から立候補したが、再び落選した。2003年の民由合併により自由党は民主党に合流したが、西川は一旦自由党を離れ、民主党には加わらなかった。北海道6区には民主党現職の佐々木秀典がおり、現職の公認が優先されたため、西川は2003年の第43回衆議院議員総選挙では公認を得られず、やむなく無所属で北海道6区から立候補したが、自由民主党の今津寛、民主党の佐々木に次ぐ3位で落選した（今津が当選し、佐々木も比例復活）。この時、党執行部からは北海道第11区・第12区への鞍替えを提案されたが、固辞した。民主党には総選挙後に入党した。

### 民主党時代
2004年の第20回参議院議員通常選挙では、民主党は北海道選挙区で2議席独占を目論み、現職の峰崎直樹、西川の2人を擁立する。西川には連合をはじめ労働組合の組織票もなく、また立候補表明も遅れたため「犠牲フライ候補」の印象が強かったが、選挙戦では先行する峰崎や自民党の中川義雄を猛追。票数では2位当選の峰崎に6万6千票差まで迫るも、落選した。翌2005年の第44回衆議院議員総選挙では北海道6区の佐々木秀典が引退を表明し、後継に西川の名前が挙がるも、士別市選出の北海道議会議員・佐々木隆博が公認され、西川は比例北海道ブロック単独で立候補して佐々木の応援に回ったが落選した。

### 旭川市長時代
2006年、民主党を離党し、無所属で旭川市長選挙への立候補を表明。当初、労組の勢力が強い旭川では、自由党出身の西川に対する「小沢アレルギー」の存在が憂慮されたが、内閣官房長官や建設大臣、旭川市長を歴任した旧日本社会党の五十嵐広三の尽力もあり、旭川市の民主党支持層を固めた。また、保守勢力が候補を一本化できず分裂選挙に陥る「敵失」もあり、新人5人が立候補した混戦を制して初当選する。旭川市長選挙で非自民系の候補が当選するのは、実に28年ぶりであった。市長就任時の年齢は38歳で北海道の首長の中では最も若く、中核市の中でも当時は最年少であった。
2010年、会社社長の佐々木通彦（自民党推薦）、前旭川市議会議員の安住太伸（みんなの党推薦）の2氏を破り再選。
2014年、元北海道議会議員の東国幹（自民党・公明党推薦）を破り3期目の当選を果たした。
2015年6月、旭川空港を運営する旭川空港ビル株式会社の代表取締役社長に就任。
西川の前任の旭川市長である菅原功一が、旭川市の定める退職者の第三セクター在籍年限を大幅に超過して社長の座に居座っていたため、自ら社長を兼務することで菅原を追い出すことになった。またその事で西川の念願であった国際線ターミナルビル建設に着手し完成する事が出来た。また自らが元パイロットであることから「空港への思い入れが強い」ことも一因であったとされる。
2018年、今津寛介（自民党・新党大地推薦、今津寛の次男）を破り4選。
2020年、旭川空港ビル株式会社が北海道エアポートの完全子会社化されたことに伴い、同社社長を退任。
2020年4月27日、新型コロナウイルス対策の財源に充てるため、自身の6月期末手当を10%削減すると発表した。副市長2人については8%削減する。
2021年3月旭川市議会第一回定例会において、西川の公約であった旭川大学の市立化が賛成多数で可決、2023年4月公立大学・旭川市立大学としての一期生が入学する。

### 旭川市長辞任・国政選挙出馬
2021年7月27日、8月中に旭川市長を辞職し、年内に行われる第49回衆議院議員総選挙に立憲民主党公認で北海道6区から出馬することを表明した。8月10日、同月31日付で辞職する届出を市議会議長に提出した。これに対し、旭川女子中学生いじめ凍死事件を追っている元神奈川県警察刑事で犯罪ジャーナリストの小川泰平は、事件発生時の行政のトップだった西川が市長職を辞任して衆議院総選挙に出馬することについて「責任放棄」「西川氏が市長を辞職して国政に出るという会見では、この地元で起きた事件については全く触れていなかったことに憤りを感じている」と非難した。
自身の辞職に伴って同年9月26日に行われた旭川市長選挙では、前北海道議会議員・元旭川市議会議長の笠木薫（立憲民主党・国民民主党・社民党推薦）を後継候補として支持したが、今津寛介（自民党・公明党・新党大地推薦）に2万9000票差の大差で敗れ落選。
自身が出馬した同年10月31日の衆議院議員選挙では、自由民主党の新人・東国幹との事実上の一騎打ちとなり、東に得票率で15%以上の差をつけられ、比例復活もならず落選。報道では上記のいじめ問題への対応などが逆風となったと指摘された。また、選挙戦では投票日直前に何者かによってネット上に殺害予告を書き込まれ、選挙活動の中止を余儀なくされた。その後、2022年11月に東京都に住む30代男性が公職選挙法違反の罪で罰金20万円の略式命令を受けた。
2024年10月27日の衆議院議員選挙において、選挙区では落選するも比例復活。　衆議院での委員会所属は農林水産委員会、沖縄及び北方問題に関する特別委員会。　立憲民主党内では、小沢グループ（一清会）に所属。

## 所属 議員連盟
・立憲民主党・LPガス議員連盟
・えん罪被害者のための再審法改正を早期実現する議員連盟
・立憲民主党・建設技能者の育成を支援する議員連盟
・自転車活用推進議員連盟
・立憲民主党・国内酒業振興議員連盟
・立憲民主党・税理士制度推進議員連盟
・日本プログレッシブ議員連盟
・たばこ産業政策議員連盟
・立憲民主党 自衛隊員応援議員連盟
・自然体験活動推進議員連盟

## 選挙歴
| 当落 | 選挙                     | 執行日         | 年齢 | 選挙区             | 政党       | 得票数     | 得票率 | 定数 | 得票順位 /候補者数 | 政党内比例順位 /政党当選者数 |
| ---- | ------------------------ | -------------- | ---- | ------------------ | ---------- | ---------- | ------ | ---- | ------------------ | ---------------------------- |
| 落   | 第42回衆議院議員総選挙   | 2000年06月25日 | 31   | 北海道第6区        | 自由党     | 1万6104票  | 9.10%  | 1    | 4/4                | /                            |
| 落   | 第19回参議院議員通常選挙 | 2001年07月29日 | 32   | 北海道選挙区       | 自由党     | 19万6348票 | 7.82%  | 2    | 4/10               | /                            |
| 落   | 第43回衆議院議員総選挙   | 2003年11月09日 | 35   | 北海道第6区        | 無所属     | 3万7518票  | 33.42% | 1    | 3/4                | /                            |
| 落   | 第20回参議院議員通常選挙 | 2004年07月11日 | 35   | 北海道選挙区       | 民主党     | 55万2993票 | 19.90% | 2    | 3/7                | /                            |
| 落   | 第44回衆議院議員総選挙   | 2005年09月11日 | 36   | 比例北海道ブロック | 民主党     | ーー票     | ーー   | 8    | /                  | 13/3                         |
| 当   | 2006年旭川市長選挙       | 2006年10月29日 | 37   | ーー               | 無所属     | 6万5033票  | 40.37% | 1    | 1/5                | /                            |
| 当   | 2010年旭川市長選挙       | 2010年11月7日  | 42   | ーー               | 無所属     | 8万2992票  | 58.00% | 1    | 1/3                | /                            |
| 当   | 2014年旭川市長選挙       | 2014年11月9日  | 46   | ーー               | 無所属     | 7万9355票  | 54.61% | 1    | 1/2                | /                            |
| 当   | 2018年旭川市長選挙       | 2018年11月11日 | 50   | ーー               | 無所属     | 8万1329票  | 59.52% | 1    | 1/2                | /                            |
| 落   | 第49回衆議院議員総選挙   | 2021年10月31日 | 52   | 北海道第6区        | 立憲民主党 | 9万3403票  | 40.29% | 1    | 2/3                | 5/3                          |
| 比当 | 第50回衆議院議員総選挙   | 2024年10月27日 | 55   | 北海道第6区        | 立憲民主党 | 9万4193票  | 43.85% | 1    | 2/3                | 2/3                          |